# Crinopseudoa bong
Espèce
Crinopseudoa bong est une espèce d'araignées aranéomorphes de la famille des Corinnidae.

## Distribution
Cette espèce est endémique du Liberia. Elle se rencontre dans les monts Bong.

## Description
Le mâle holotype mesure 5,10 mm et la femelle paratype 5,00 mm.

## Systématique et taxinomie
Cette espèce a été décrite par Jocqué et Bosselaers en 2011.

## Étymologie
Son nom d'espèce lui a été donné en référence au lieu de sa découverte, les monts Bong.

## Publication originale
- Jocqué & Bosselaers, 2011 : « Revision of Pseudocorinna Simon and a new related genus (Araneae: Corinnidae): two more examples of spider templates with a large range of complexity in the genitalia. » Zoological Journal of the Linnean Society, vol. 162, no 1, p. 271-350.